# Герб міста Тростянця
Герб міста Тростяне́ць затверджений 25 жовтня 2005 р. рішенням Тростянецької міської ради. Автори герба — О. І. Лісниченко. Герб хибно вважається промовистим, оскільки зображений не очерет (тростина), а рогіз.

## Опис
Герб м. Тростянець являє собою геральдичний щит, заокруглений знизу, хвилясто перетятий на зелену й срібну половини. У зеленій верхній половині золота кругла фортеця з чотирма баштами.
На великому гербі Тростянця розміщені три тростинки («тростянець» означає болотисте місце, поросле очеретом), стилізоване зображення фортеці, що символізує Круглий двір — місцеву пам'ятку історії й архітектури.
Також розміщені фігури щитотримачів: з одного боку Архангел Гавриїл — духовний покровитель громади й символ Благовіщенського собору, найдавнішого й головного храму в Тростянці; а з іншого — слобідський козак із прапорцем-значком Охтирського полку — образ першого поселенця та символ історичної належності давнього Тростянця до Охтирського слобідського козацького полку.
Під щитом — девізна стрічка з написом «Тростянець» та датою «1660», прикрашена кленовим і дубовим листям.